# Łukanowice
Łukanowice – wieś w Polsce, położona w województwie małopolskim, w powiecie tarnowskim, w gminie Wojnicz, na zachodnim brzegu Dunajca.
| SIMC    | Nazwa     | Rodzaj     |
| ------- | --------- | ---------- |
| 0836000 | Podbrzeże | część wsi  |
| 0836017 | Topolina  | przysiółek |

W latach 1975–1998 wieś administracyjnie należała do województwa tarnowskiego.